# Вермикомпост
Вермикомпост или глистењак је органско ђубриво које се добија трансформацијом стајњака, биолошког и комуналног отпада и компоста најчешће помоћу калифорнијске глисте (Eisenia fetida или Eisenia andrei).
Глистењак треба да задовољи одређене критеријуме: да је неутралне реакције да има најмање 60% органске материје и да му је влажност око 80%. За разлику од компоста обогаћен је микроорганизмима не садржи патогене гљиве и тешке метале . При проласку кроз цревни тракт глисте велики број бактерија, посебно спорогених, остаје неоштећен док гљиве и протозое не преживљавају. Садржи већу концентрацију микро и макро биогених елемената: азота, калцијума, магнезијума, фосфора, гвожђа, мангана и цинка од супстрата.
Глистењак се може користити као саставни део супстрата за производњу садница, као основно ђубриво, стартно ђубриво и за прихрањивање током вегетације. Најбоље резултате даје у производњи цвећа и поврћа. Пошто има велику количину органске материје не додаје се чист него се меша са земљом, тресетом и песком.